# Solvind
Solvind er den modulerede, vedvarende udstråling af store mængder partikler fra Solen. Solvinden er solens kosmiske stråling.
Solvind kan muligvis bruges som drivkraft til rumfartøjer ved hjælp af store sejl eller skærme. Accelerationen vil være lille, men den opnåede hastighed kunne blive betydelig selv i astronomiske afstande. Teorien er dog anfægtet og mangler stadig at blive testet i praksis, hvilket dog blev forsøgt i 2005 med opsendelsen af Cosmos 1. Det blev dog rapporteret d. 26. juni 2005 at man ikke kunne få kontakt med sonden efter opsendelsen.